# Fort Hays
Fort Hays era un forte dell'esercito degli Stati Uniti situato nei pressi della città di Hays, nella parte occidentale dello Stato del Kansas. Il forte fu un importante avamposto di frontiera durante le guerre indiane e rimase attivo dal 1865 al 1889.
Chiamato originariamente Fort Fletcher, il forte fu in seguito rinominato Fort Hays in onore del generale Alexander Hays, ufficiale dell'Esercito unionista che fu ucciso nella battaglia del Wilderness durante la guerra civile americana.

## Storia
Con la fine della guerra civile americana (1865), costruttori di ferrovie e coloni iniziarono a spingersi sempre più a ovest nel Kansas centrale e ciò fu causa di scontri crescenti con le tribù di nativi americani che occupavano quella regione.
Per fornire protezione a coloro che si spostavano lungo lo Smoky Hill Trail e alle diligenze della Butterfield Overland Despatch, nel mese di ottobre del 1865 l'esercito costruì un avamposto militare vicino al tracciato della pista e in prossimità del fiume Big Creek, nel Kansas occidentale. Il forte venne chiamato Fort Fletcher in onore del governatore del Missouri Thomas C. Fletcher. A maggio 1866 il forte, però, venne chiuso a seguito del fallimento della Butterfield Overland Despatch.
Cinque mesi dopo, Fort Fletcher venne riaperto poco più a nord per proteggere gli operai che stavano lavoravano alla costruzione del ramo orientale della ferrovia Union Pacific. Il 17 novembre la postazione venne rinominata Fort Hays con provvedimento del generale Winfield Scott Hancock che volle in tal modo onorare il suo compagno di corso a West Point.
Il 7 giugno 1867 il forte venne distrutto da un'improvvisa e devastante inondazione e quindi fu ricostruito in un sito più sicuro, una ventina di chilometri più a nord, dove la linea ferroviaria incrociava il Big Creek. Nelle vicinanze del forte sorsero gli insediamenti di Hays City, che prese il nome dal forte e di Rome.
Era quello un periodo difficile e il presidio militare di Fort Hays era l'unica protezione per i passeggeri delle diligenze, i carri che trasportavano merci e i cercatori d'oro che erano attratti dalle possibilità che offriva quel ricco territorio. Con il completamento della ferrovia, Fort Hays, oltre al ruolo primario di difesa e presidio della zona, divenne anche una base di rifornimenti per gli altri forti della regione fino a Fort Supply in Oklahoma.

### Struttura e presidio militare

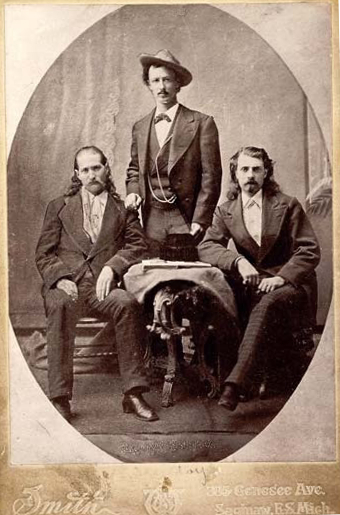
Riproduzione di un poster d'epoca con, seduti, Bill Hickok (a sx) e Buffalo Bill (a dx).

Diversamente dagli altri forti di frontiera, Fort Hays non aveva la tradizionale palizzata tutt'intorno, ma era un insediamento costituito da diverse costruzioni fortificate realizzate con mattoni di adobe e munite di piccole feritoie per consentire ai difensori di poter sparare in varie direzioni. Nel corso degli anni il numero di queste strutture aumentò fino ad arrivare a contarne quarantacinque. Il contingente militare che presidiava il forte oscillava a seconda della necessità di contrastare le iniziative degli indiani, ma mediamente la guarnigione poteva contare su 200 uomini oltre ad alcuni civili e, occasionalmente, a personaggi famosi del vecchio west, tra cui Buffalo Bill Cody e Wild Bill Hickok, che per brevi periodi di tempo operarono anche come scout per l'esercito. Nella sua autobiografia, proprio Buffalo Bill racconta che incontrò George A. Custer per la prima volta a Fort Hays quando gli fece da guida per portarlo a Fort Larned, settanta miglia più a sud.

### Fatti storici
Tra il 1868 e il 1870, Fort Hays fu la base operativa di alcune importanti campagne contro le tribù di indiani delle Grandi pianure. La più importante, fu la campagna invernale del 1868 pianificata dal generale Philip Sheridan e condotta da Custer e dal 7º Reggimento di cavalleria contro l'accampamento cheyenne di Pentola Nera sul fiume Washita.

### Anni finali
Il forte continuò ad essere operativo fino all'8 novembre 1889 quando, con provvedimento del generale John Schofield, comandante generale dell'esercito, le guarnigioni di Fort Hays, di Fort Laramie (Wyoming) e di Fort Lyon (Colorado) furono ritirate e assegnate ad altre basi militari, mentre tutte e tre quelle postazioni furono abbandonate.

## Sito storico
Considerato un punto di riferimento storico importante, il forte è stato riaperto nel 1929 come Fort Hays State Historic Site e comprende solo le strutture originali in pietraː il fortino, il corpo di guardia e l'alloggio degli ufficiali disposto su due piani. Il sito, che è stato registrato nel 1971 nel Registro nazionale dei luoghi storici (NRHP) come monumento storico nazionale, include anche un moderno centro visitatori ed è gestito dalla Kansas Historical Society.